# Berotha insolita
Berotha insolita är en insektsart som beskrevs av Walker 1860. Berotha insolita ingår i släktet Berotha och familjen Berothidae. Inga underarter finns listade i Catalogue of Life.